# Mondim da Beira
Mondim da Beira é uma vila portuguesa sede da Freguesia Mondim da Beira que faz parte do Município de Tarouca, freguesia com 5,26 km² de área e 585 habitantes (censo de 2021), tendo, assim, uma densidade populacional de 111,2 hab./km².
A povoação de Mondim da Beira foi elevada à categoria de vila em 1995.
Foi vila e sede de concelho até 1896. Este era constituído pelas freguesias de Almodafa e Mondim da Beira. Tinha, em 1801, 762 habitantes. Após as primeiras reformas administrativas do liberalismo passou a integrar também as freguesias de Cimbres, Granja Nova, Salzedas, São João de Tarouca, Ucanha e Vila Chã de Cangueiros. O concelho tinha 4729 habitantes em 1849 e 6832 habitantes em 1890.

## Demografia
A população registada nos censos foi:
| Distribuição da População por Grupos Etários | Distribuição da População por Grupos Etários | Distribuição da População por Grupos Etários | Distribuição da População por Grupos Etários | Distribuição da População por Grupos Etários |
| -------------------------------------------- | -------------------------------------------- | -------------------------------------------- | -------------------------------------------- | -------------------------------------------- |
| Ano                                          | 0-14 Anos                                    | 15-24 Anos                                   | 25-64 Anos                                   | > 65 Anos                                    |
| 2001                                         | 145                                          | 117                                          | 385                                          | 100                                          |
| 2011                                         | 115                                          | 103                                          | 426                                          | 142                                          |
| 2021                                         | 50                                           | 60                                           | 309                                          | 166                                          |

## Património
- Pelourinho de Mondim de Cima
- Arco de Paradela
- Ponte de Mondim da Beira (românica)

## Praias
- Praia Fluvial de Mondim da Beira

## Política

### Eleições autárquicas

#### Junta de Freguesia
| Data | %       | M       | %       | M       | %     | M  | %      | M      | %       | M       | %     | M   | %       | M       |
| Data | APU/CDU | APU/CDU | CDS-PP  | CDS-PP  | AD    | AD | PS     | PS     | PPD/PSD | PPD/PSD | IND   | IND | PSD-CDS | PSD-CDS |
| ---- | ------- | ------- | ------- | ------- | ----- | -- | ------ | ------ | ------- | ------- | ----- | --- | ------- | ------- |
| 1976 | 51,06   | 4       | 43,16   | 3       |       |    |        |        |         |         |       |     |         |         |
| 1979 | 46,40   | 4       | AD      | AD      | 49,07 | 5  | AD     | AD     |         |         |       |     |         |         |
| 1982 |         |         | AD      | AD      | 43,68 | 4  | AD     | AD     | 44,51   | 5       |       |     |         |         |
| 1985 | 55,84   | 4       |         |         |       |    |        |        | 37,56   | 3       |       |     |         |         |
| 1989 | 50,51   | 4       | 21,07   | 1       | 23,10 | 2  |        |        |         |         |       |     |         |         |
| 1993 | 57,21   | 5       | 17,02   | 1       | 21,75 | 1  |        |        |         |         |       |     |         |         |
| 1997 | 12,78   | 1       | 24,23   | 2       | 47,14 | 4  | 11,23  | -      |         |         |       |     |         |         |
| 2001 | 19,04   | 1       |         |         | 45,51 | 4  | 26,91  | 2      | 4,60    | -       |       |     |         |         |
| 2005 | 6,40    | -       | PPD/PSD | PPD/PSD | 51,66 | 4  | CDS-PP | CDS-PP |         |         | 39,10 | 3   |         |         |
| 2009 | 3,49    | -       |         |         | 59,04 | 5  | 34,64  | 2      |         |         |       |     |         |         |
| 2013 | 5,57    | -       | 5,57    | -       | 44,55 | 4  | 41,16  | 3      |         |         |       |     |         |         |
| 2017 | 9,69    | -       | 26,96   | 2       |       |    |        |        | 58,12   | 5       |       |     |         |         |